# NGC 4918
NGC 4918 је лентикуларна галаксија у сазвежђу Девица која се налази на NGC листи објеката дубоког неба.
Деклинација објекта је - 4° 30' 2" а ректасцензија 13h 1m 50,7s. Привидна величина (магнитуда) објекта NGC 4918 износи 14,4 а фотографска магнитуда 15,3.